# Avalon High : Un amour légendaire
Pour les articles homonymes, voir Avalon (homonymie).
Pour plus de détails, voir Fiche technique et Distribution.
Avalon High : Un amour légendaire (Avalon High) est un téléfilm américain de la collection des Disney Channel Original Movie, réalisé par Stuart Gillard, adapté d'un roman de Meg Cabot et diffusé pour la première fois en 2010.

## Synopsis
Allie emménage à Avalon High avec ses parents. Elle va très vite se lier d'amitié avec Will, la vedette du lycée et Miles, un jeune homme peu populaire. En lisant un livre sur le roi Arthur, elle découvre une étrange prophétie annonçant son retour...
Tout au long du film Allie tente de mettre en garde Will (qu'elle croit être la réincarnation d'Arthur), de Marco (son demi-frère, qui est peut-être la réincarnation du frère démoniaque du roi souverain, Mordred). Elle va donc être d'une aide bénéfique à Will, en lui révélant qu'il est Arthur. Mais comme Miles, son meilleur ami, exceptionnel, est un grand féru d'histoire. Il lui annonce que seul le Roi Arthur peut vaincre n'importe quelle tache avec Excalibur, son épée légendaire.

## Fiche technique
- Titre original : Avalon High
- Titre français : Avalon High : Un amour légendaire
- Réalisation : Stuart Gillard
- Scénario : Julie Sherman Wolfe, Amy Talkington d'après le roman de Meg Cabot
- Société de production : Jaffe/Braunstein Films
- Société de distribution : Disney Channel
- Dates de première diffusion :  États-Unis : 12 novembre 2010

## Distribution
- Brittany Robertson (VFB : Mélanie Dermont) : Allie Pennington
- Gregg Sulkin (VF : Fabrice Trojani) : William « Will » Wagner
- Joey Pollari (VFB : Aurélien Ringelheim) : Miles
- Devon Graye (VFB : Pierre Lognay) : Marco Campbell
- Molly Quinn (VFB : Audrey d'Hulstère) : Jennifer « Jen »
- Steve Valentine (VF : Emmanuel Curtil) : M. Moore
- Christopher Tavarez (en) (VFB : Alexandre Crépet) : Lance Benwick
- Don Lake (VFB : Michel Hinderyckx) : M. Pennington, le père d'Allie.
- Ingrid Park (en) (VFB : Colette Sodoyez) : Mme Pennington, la mère d'Allie.

Version française dirigée par Dorothée Pousséo (France) et Véronique Fyon (Belgique) au studio Dubbing Brothers, d'après une adaptation des dialogues d'Emmanuelle Martiano.
 Source et légende : version française (VF) sur RS Doublage et carton du doublage français.

## Personnages du livre
- Ellie Harrison : elle aime voguer sur sa piscine avec son matelas en lisant. Son autre loisir est la course. Ses parents sont professeurs spécialistes du Moyen Âge. Son nom vient de la Dame de Shallot, qui selon la légende s'est suicidée pour Lancelot qui aimait la reine Guenièvre.
- Arthur William Wagner : capitaine de l'équipe de football et délégué. Il aime faire de la voile. Tout le monde l'appelle Will. Sa petite amie est Jennifer Gold.
- Jennifer Gold : pom-pom girl ; elle sort avec Will.
- Lance Reynolds : meilleur ami de Will, il joue au football américain et aime également la voile. Selon Liz et Stacy, il est seul et beaucoup de filles voudraient sortir avec lui.
- Marco Campbell : fils de la belle-mère de Will. Il a été renvoyé du lycée un an avant l'arrivée d'Ellie pour avoir tenté d'assassiner Mr Morton.
- Mr Morton : professeur de français d'origine anglaise.
- Liz et Stacy : amies d'Ellie, sportives également.